# Ocotea lancifolia
Ocotea lancifolia är en lagerväxtart som först beskrevs av Heinrich Wilhelm Schott, och fick sitt nu gällande namn av Carl Christian Mez. Ocotea lancifolia ingår i släktet Ocotea och familjen lagerväxter. Inga underarter finns listade i Catalogue of Life.